# Cité Europe
La Cité Europe (aussi appelée Cité de l'Europe) est un centre commercial situé à Coquelles, dans le département du Pas-de-Calais, à proximité de la ville de Calais, du terminal Eurotunnel et de l'autoroute A16. Il est le plus important centre commercial de la région Hauts-de-France (devant le centre Euralille à Lille), fréquenté par de nombreux voyageurs journaliers ou en transit en provenance du Royaume-Uni, ainsi que par les habitants du Calaisis.

## Historique
Après la construction du Tunnel sous la Manche en 1994 qui relie Coquelles à Folkestone en Angleterre, l'implantation de commerces et de services pour les passagers du tunnel est devenu nécessaire. France–Manche et Channel Tunnel Group confient à la société Espace Expansion et à l'architecte Paul Andreu la réalisation du centre commercial qui sera inauguré le 21 mars 1995.

## Localisation et accès
La Cité Europe se trouve dans le nord de la France, dans le département du Pas-de-Calais et la région des Hauts-de-France. Plus précisément, elle se situe dans la commune de Coquelles, à environ 4 km de Calais. Le centre se trouve également à proximité immédiate de l'entrée française du Tunnel sous la Manche.
L'autoroute A16 passe à proximité de la Cité Europe, la desservant par le biais des sorties  41 et  43. Le centre se trouve également à proximité de la gare de Calais-Fréthun, desservie par des Eurostar, des TGV et des TER.
Elle est accessible par les lignes 1, 12 et 13 du réseau Imag'in de Calais ainsi que par les lignes 426 et 427 du réseau interurbain du Pas-de-Calais.

## Caractéristiques commerciales
On retrouve au travers de 140 boutiques et magasins, de grandes enseignes françaises et internationales, ainsi que de petits commerces. Le centre commercial dispose également d'un hypermarché, un complexe cinématographique, d'une aire de jeux (bowling, billard, jeux d'arcades, etc.), d'une aire de restauration avec des pubs, des fast food, etc.

### Enseignes
- Mode
- Jeux
- Beauté et bien être
- Mobilier et décoration
- Électronique, électroménager et téléphonie
- Loisirs
- etc.

### Commerces à proximité
La Cité Europe est au cœur d'une importante zone commerciale destinée aux personnes qui empruntent le tunnel. On trouve notamment, à proximité immédiate de la cité le « Channel Outlet Store » (anciennement Marques Avenue) depuis 2002 avec 57 magasins référençant 80 marques et une rare branche française d'un détaillant britannique.